# Campionati italiani assoluti di scherma del 1981
I Campionati italiani assoluti di scherma del 1981 sono stati organizzati dalla Federazione Italiana Scherma e si sono svolti a Foggia in Puglia.
Nel fioretto, si sono aggiudicati i titoli dei campionati italiani Mauro Numa, che ha bissato il titolo del 1979, e Anna Rita Sparaciari, che ha vinto il suo secondo titolo dopo quello del 1977.
Il titolo della spada è andato a Edoardo Andreoli, mentra quello della sciabola a Ferdinando Meglio, entrambi alla loro prima affermazione.
Nei campionati italiani a squadre maschili il Centro Sportivo Carabinieri ha vinto il suo quarto titolo nel fioretto, mentre la Società del Giardino Milano ha vinto il quattordicesimo nella spada; nella sciabola c'è stato il successo del CUS Napoli, alla quinta affermazione.
Il campionato italiano di fioretto a squadre femminili è andato per la quinta volta al Club Scherma Roma.

## Podi

### Uomini
| Specialità  | Oro                            | Argento | Bronzo |
| Individuali |                                |         |        |
| Fioretto    | Mauro Numa                     | -       | -      |
| Spada       | Edoardo Andreoli               | -       | -      |
| Sciabola    | Ferdinando Meglio              | -       | -      |
| A squadre   |                                |         |        |
| Fioretto    | Carabinieri Mauro Numa -       | -       | -      |
| Spada       | Società del Giardino Milano -  | -       | -      |
| Sciabola    | CUS Napoli Ferdinando Meglio - | -       | -      |

### Donne
| Specialità  | Oro                  | Argento | Bronzo |
| Individuali |                      |         |        |
| Fioretto    | Anna Rita Sparaciari | -       | -      |
| A squadre   |                      |         |        |
| Fioretto    | Club Scherma Roma -  | -       | -      |